# Operation Neptune (videogioco 1988)
Operation Neptune è un videogioco d'azione incentrato su una missione in mare del personaggio letterario belga Bob Morane. È stato pubblicato a partire dal 1988 per i computer Amiga, Amstrad CPC, Atari ST, Commodore 64 e MS-DOS dalla Infogrames. Uscì inizialmente in lingua francese con il titolo Bob Morane: Ocean, solo per Amiga, Amstrad e Atari; in alcune delle successive versioni estere venne eliminato ogni riferimento a Bob Morane, non solo nel titolo, ma fu sostituito anche il personaggio principale con un altro, chiamato Aquaman. In Nord America venne pubblicato con il titolo Project Neptune dalla Epyx per Amiga, Atari e DOS; esiste anche una versione beta per Apple IIGS mai arrivata alla pubblicazione.
Fu il quarto e ultimo titolo di una serie dedicata a Bob Morane, dopo Bob Morane: Jungle, Bob Morane: Chevalerie e Bob Morane: Science fiction. Operation Neptune è tuttavia, come genere, molto differente dai precedenti.

## Modalità di gioco
Il giocatore controlla Bob Morane e l'obiettivo è distruggere le basi sottomarine dell'Ombra Gialla (storico avversario di Bob). Si alternano varie fasi con modalità di gioco molto differente.
Nella sequenza introduttiva Bob e un agente nemico vengono paracadutati sul mare e ha subito inizio la prima fase della partita: i due agenti, visti da davanti, corrono su moto d'acqua e possono spostarsi in orizzontale, urtarsi e prendersi a calci finché uno dei due non cade dalla moto. I titoli di testa del gioco appaiono solo dopo questa prima fase.
Si passa quindi al pilotaggio di un batiscafo con visuale in prima persona dalla cabina. Il mezzo viaggia sempre alla stessa profondità vicino al fondale e può virare, cambiare velocità e sparare per distruggere rocce, mine e altri pericoli. In ogni momento si può passare dalla guida diretta al controllo degli strumenti di bordo tramite puntatore. Le funzioni disponibili includono mappa strategica della zona, uscita dal batiscafo in muta o con un maiale, esche teleguidate che depistano i nemici e mine. L'ossigeno, l'energia e le armi secondarie sono limitati e rifornibili alle basi sottomarine alleate. Col passare del tempo l'Ombra Gialla può riparare le proprie basi e attaccare quelle del giocatore.
L'uscita in muta può essere necessaria per distruggere i disturbatori elettronici sparsi sui fondali, che impediscono l'individuazione delle basi nemiche. La visuale diventa in terza persona laterale e Bob può nuotare e sparare con il fucile subacqueo in orizzontale e verticale. Si possono incontrare sommozzatori nemici, anch'essi con fucili subacquei, nonché uno squalo o una piovra.
L'uscita con il maiale può essere necessaria per affrontare altri scooter avversari ed evitare che distruggano le basi alleate. La visuale in questo caso è in prospettiva dalle spalle di Bob, il quale può spostarsi in tutte le direzioni e sparare missili.

## Libro
Come per i precedenti giochi della serie, la versione originale francese include un libro di oltre 300 pagine intitolato Bob Morane magazine - Oceans 1 (sebbene non risultino esistere numeri successivi), edito dalla Glénat, che contiene varie opere a tema: il romanzo Opération Atlantide di Henri Vernes, il fumetto Ecume de sang di Fructuoso & Harriet, il librogame L'invention du professeur Béranger di Pierre Rosenthal e una guida sugli oceani di Philippe Agripnidis.